# Forst Hain im Spessart
Forst Hain im Spessart – obszar wolny administracyjnie (gemeindefreies Gebiet) w Niemczech w kraju związkowym Bawaria, w rejencji Dolna Frankonia, w regionie Bayerischer Untermain, w powiecie Aschaffenburg. Teren jest niezamieszkany i leży w paśmie górskim Spessart.